# Myiopharus metopia
Myiopharus metopia är en tvåvingeart som beskrevs av Brauer och Julius Edler von Bergenstamm 1889. Myiopharus metopia ingår i släktet Myiopharus och familjen parasitflugor. Inga underarter finns listade i Catalogue of Life.